# Estefanía Villarreal
Estefanía Villarreal (ur. 11 marca 1987 w Monterrey) – meksykańska aktorka. Znana z serialu Zbuntowani, wcieliła się w rolę Celiny Ferrer.
W 2006 roku razem z Angélique Boyer i Zoraidą Gómez założyła zespół C3QS, który mimo popularności debiutanckiego singla No me importa zakończył wkrótce działalność. 
Ma 157 cm wzrostu i waży 70 kg.

## Filmografia
- 2004–2006: Zbuntowani (Rebelde) jako Celina Ferrer
- 2009: Yo soy Choncha jako Choncha